# Lipperbruch
Lipperbruch ist ein Stadtteil von Lippstadt mit 2867 Einwohnern. Es liegt am nördlichen Ende des Stadtgebietes von Lippstadt.

## Geographie
Lipperbruch liegt etwa vier Kilometer nördlich von Lippstadt. Lipperbruch ist der nördlichste Ort von Südost-Westfalen. Hier treffen die Regierungsbezirke Arnsberg, Münster und Detmold aufeinander.
Der „Lipper Bruch“ war eine Bruchlandschaft, also eine Mischung aus Sumpf und Moor, der sich durch seine schwere Zugänglichkeit auszeichnete. Neben dem Plaggenstechen war hier nur bedingt Landwirtschaft möglich.

## Geschichte
Im Jahre 1934 wurde, in geheimer Vorbereitung auf den Wiederaufbau einer Luftwaffe, mit der Anlage eines Segelflugplatzes im Bereich des „Lipper Bruchs“ begonnen. Ab 1935 begann der Ausbau zu einem Fliegerhorst, der, wie die dazu gehörige Richthofen-Kaserne südlich des Flugfeldes, im Jahre 1936 in Betrieb genommen wurde. Somit wurde Lippstadt nach über 45 Jahren wieder Garnisonsstadt.
Ab 1940 war der Fliegerhorst Lipperbruch wiederholt Bomberangriffen ausgesetzt. Am 19. April sowie am 5. Oktober 1944 wurde der Fliegerhorst durch Luftangriffe schwer beschädigt. Kurz bevor im April 1945 der Fliegerhorst durch amerikanische Verbände eingenommen wurde, wurden alle wichtigen militärischen Gebäude durch deutsche Wehrmachtsverbände gesprengt. Im Juni 1945 übergaben die Amerikaner den Fliegerhorst und die Richthofen-Kaserne an die Britische Armee, da die Region in der britischen Besatzungszone lag. Die Britische Armee nutzte einen Teil des ehemaligen Fliegerhorstes als Bombenabwurfplatz. Der Rest des ehemaligen Fliegerhorstes wurde größtenteils landwirtschaftlich genutzt.
Am 29. Oktober 1946 wurde aus dem ehemaligen Fliegerhorst offiziell der Ortsteil Lipperbruch. Auf einem Teil des Flugfeldes errichtete die Britische Armee eine eigene Kaserne. Diese verließ das Gelände jedoch 1956 wieder, um in der ehemaligen Flak-Kaserne in Lippstadt Einzug zu halten. Nach einer kurzen Nutzung des Kasernengeländes in Lipperbruch durch die Bundeszollschule wurde das Gelände im Dezember 1957 durch die Bundeswehrverwaltung übernommen und das Feldartilleriebataillon 71 bezog den Standort „Lipperland-Kaserne“.
Durch die Rückkehr von Soldaten und Aufnahme von Flüchtlingen und Vertriebenen nach dem Krieg entwickelte sich die Wohnraumsituation dramatisch. Die ehemaligen Kasernengebäude wurden nach und nach zur Linderung der Wohnungsnot genutzt. Nachdem die nach dem Krieg etwas unklaren Besitzverhältnisse geklärt waren, begann im Jahr 1949 die planmäßige Besiedlung des Lipperbruch. Viele Flüchtlinge und Vertriebene stammten aus dem Osten (Pommern, Ostpreußen, Westpreußen, Schlesien und Sudetenland). Diese Namen finden sich auch heute noch im Bild Lipperbruchs in Siedlungs- und/oder Straßennamen wieder. So wurden Kasernenbauten zu Wohn- und Gewerbebauten umgebaut, auf den Freiflächen zwischen den Kasernenbauten Wohnhäuser errichtet. Das Siedlungsgebiet westlich des ehemaligen Kasernengeländes, um die heutige Zwickauer Straße, wird im Volksmund die Bomben-Siedlung genannt, die nördlich davon errichtete Siedlung heißt Ermland-Siedlung. Im Norden, westlich der Mastholter Straße, ist die Glenne-Siedlung. Südlich des Kasernengeländes, östlich der Mastholter Straße, entstand die Bauern-Siedlung.
Die Stadtwerke Lippstadt richteten 1958 zwischen Flugfeld und Boker Kanal eine Wassergewinnungsanlage („Wasserwerk Lipperbruch“) ein, die bis heute genutzt wird.
2007 wurde die Lipperland-Kaserne aufgegeben und das Gelände mit seinen Liegenschaften lag für einige Jahre brach, bis der Lippstädter Unternehmer Volker Westermann (geb. 1955) das Areal im nördlichen Teil als „Business Park Lippe-Ems“ und ab 2014 im südlichen Teil mit einem Wohngebiet („Lippischer Bruch“) für Ein- und Mehrfamilienhäuser überplante. Die dort erhaltenen Gebäude des ehemaligen Fliegerhorstes sind abgebrochen worden.

Lipperbruch
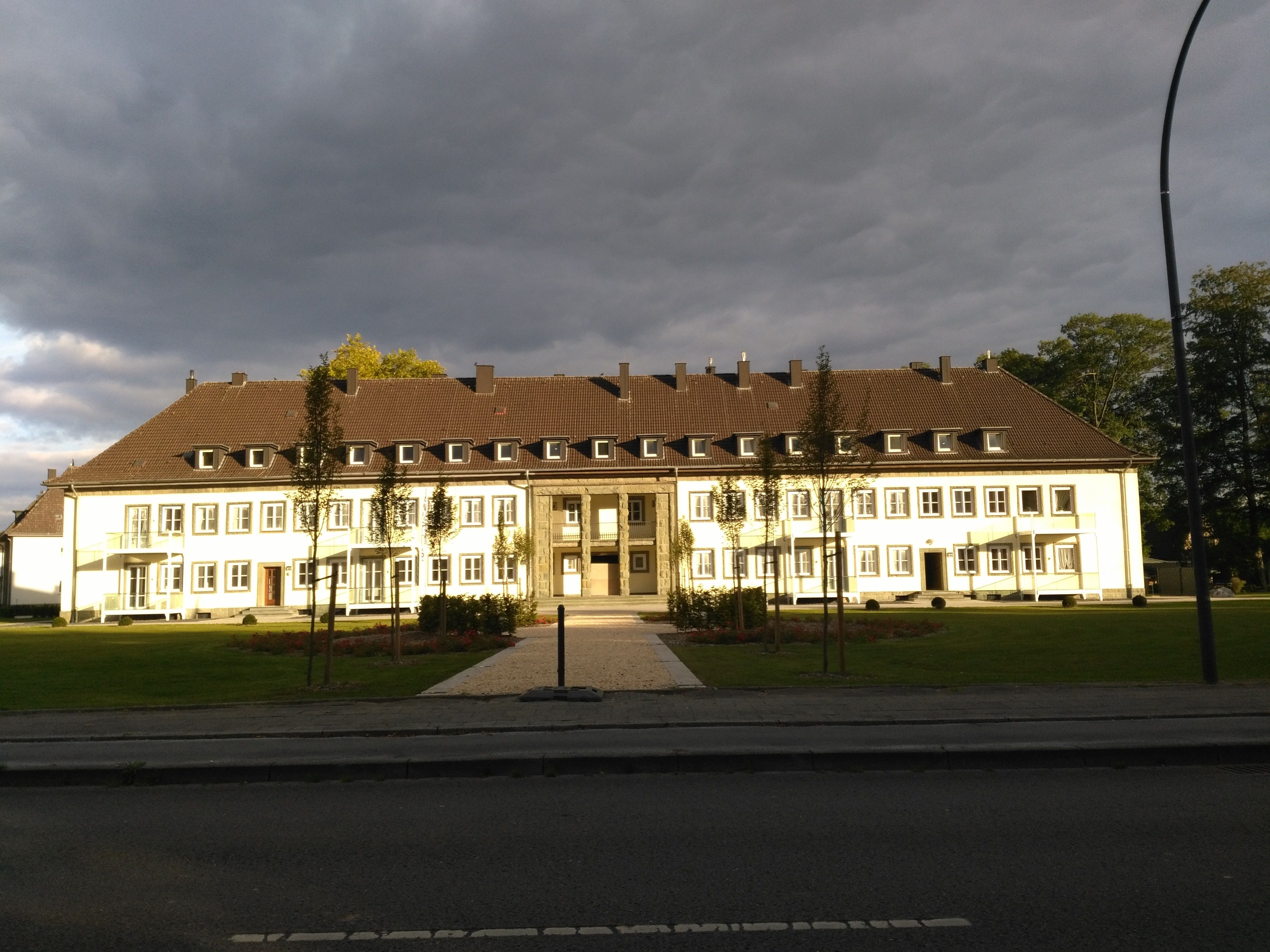
Mastholter Straße 102–106: Ehemalige Kommandantur des Fliegerhorstes
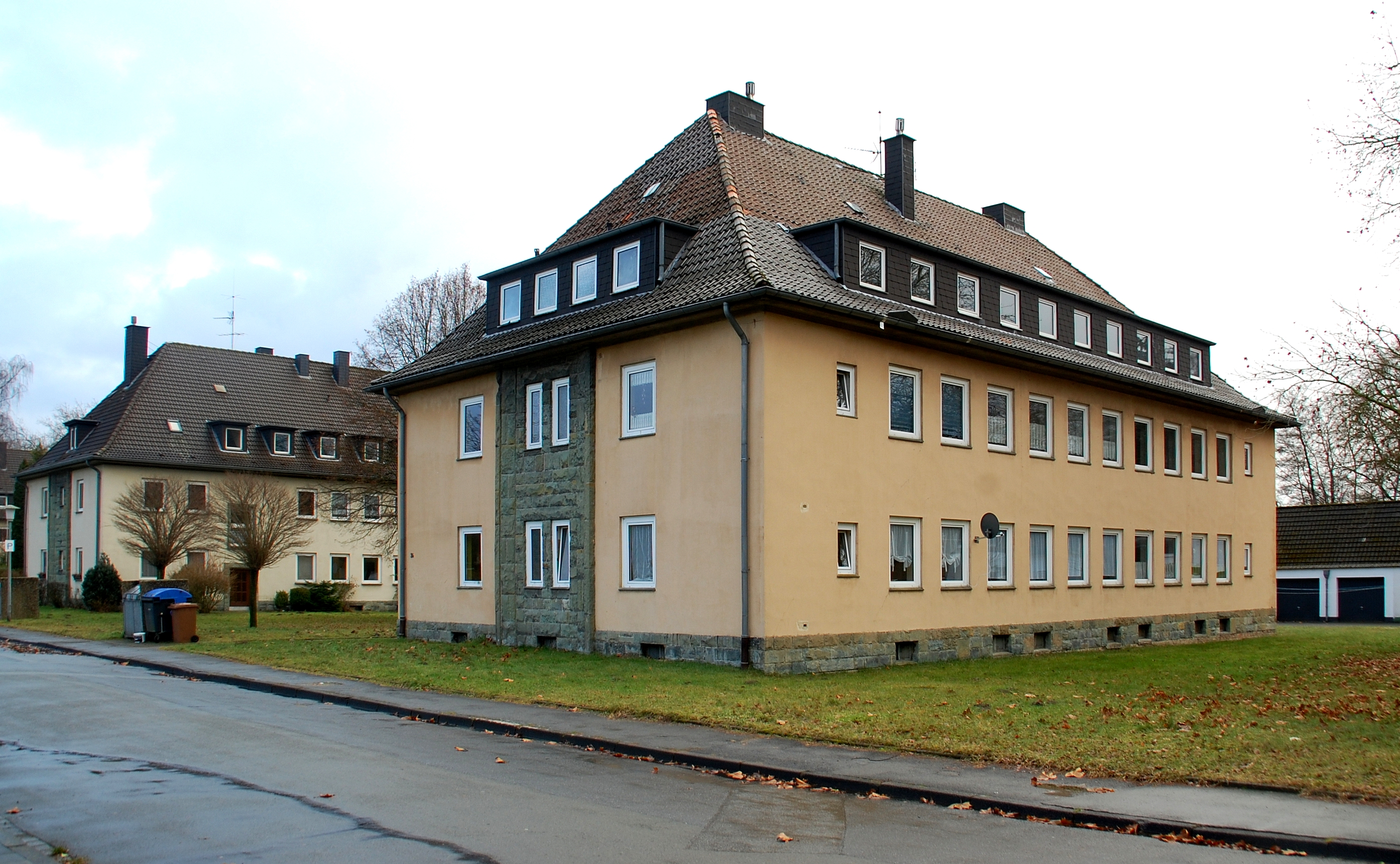
Ehemalige Kasernengebäude in der Richthofenstraße
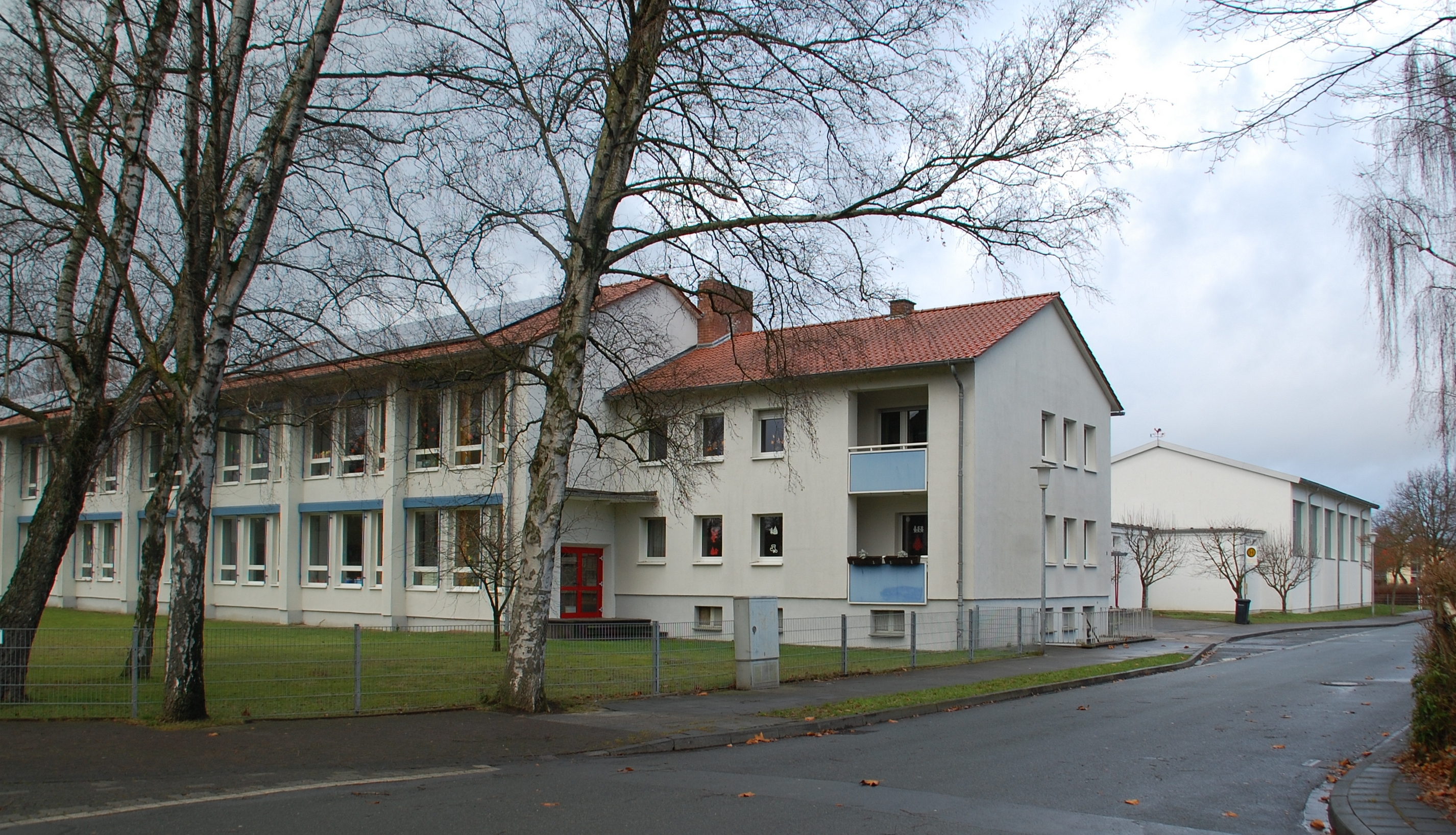
Otto-Lilienthal-Schule
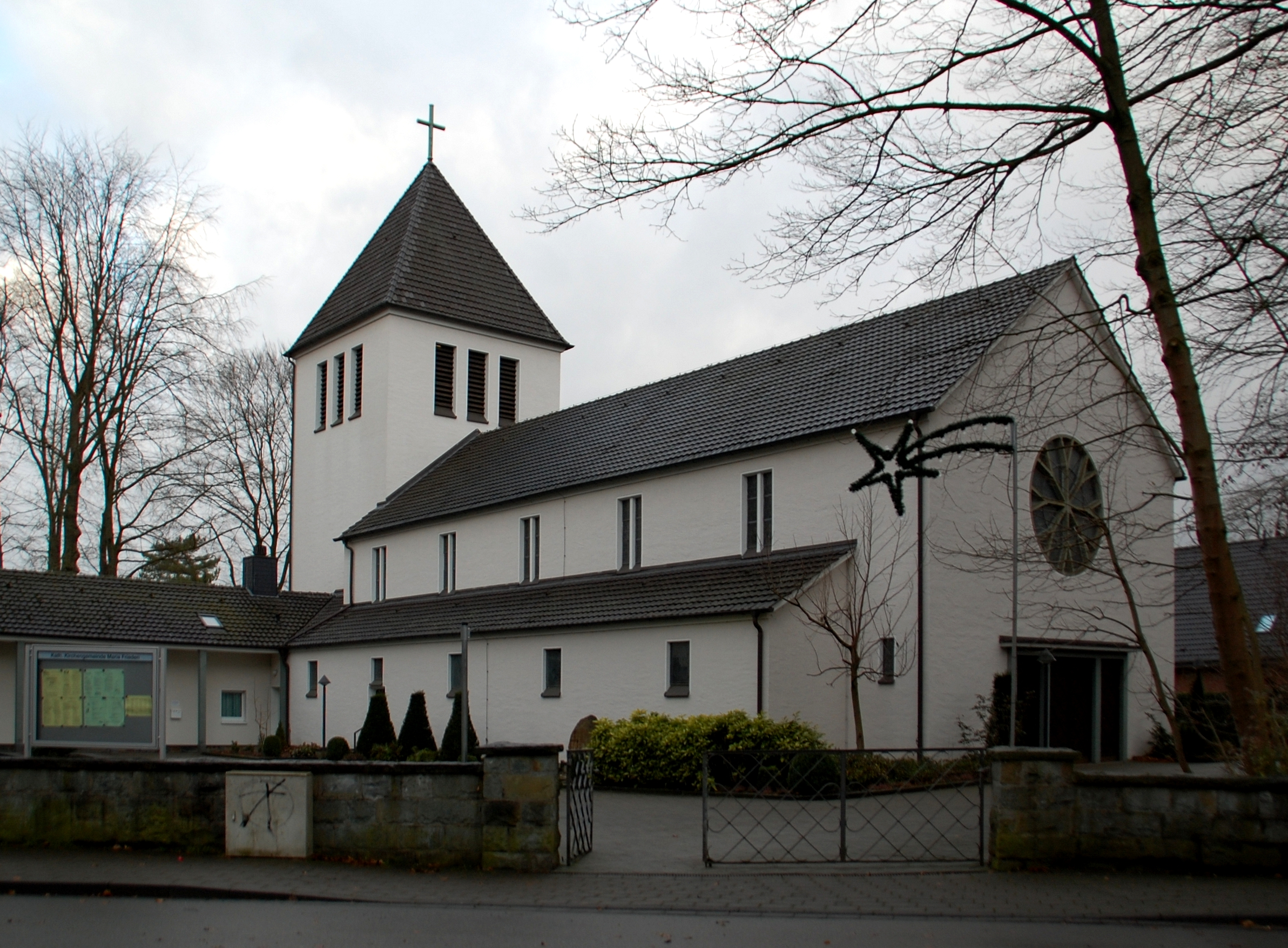
Katholische Kirche Maria Frieden
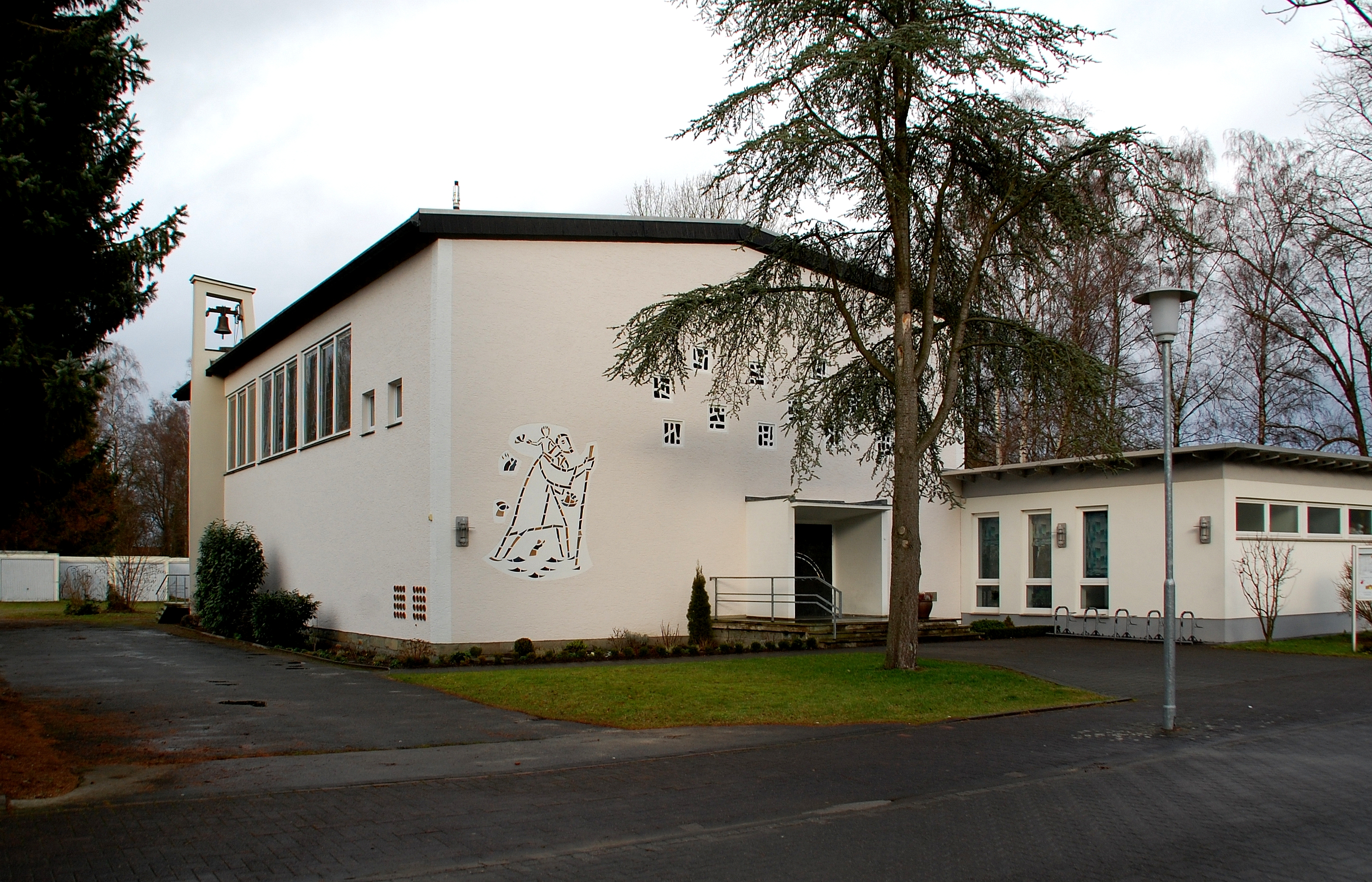
Evangelische Christophoruskirche

## Kirchen
Im Ortsteil Lipperbruch existieren mit der katholischen Kirche Maria-Frieden (erbaut 1954/55) und der evangelischen Christophoruskirche (erbaut 1959) zwei christliche Kirchen. Gotteshäuser anderer Religionsgemeinschaften sind am Ort nicht vorhanden. Anfang 2023 wurde von der Evangelischen Kirche beschlossen, die Christopheruskirche zum 1. Januar 2024 zu entwidmen, eine mögliche Nachnutzung ist noch in der Diskussion.

## Bildung
Lipperbruch verfügt über einen Grundschulstandort, ein Gymnasium und ein Berufskolleg.
- Grundschule Lipperode-Lipperbruch, Standort Lipperbruch
- Privates Gymnasium Marienschule (Träger: Marienschule Lippstadt e. V.), 1966 erbaut
- Berufskolleg Marienschule (Träger: Marienschule Lippstadt e. V.)

## Wappen
Das frühere Gemeindewappen Lipperbruchs ist dreigeteilt und zeigt im linken oberen Teil einen weißen Wellenbalken, der die Wasserläufe Lipperbruchs symbolisiert. Oben rechts befindet sich eine Eiche die die Kultivierung des Geländes symbolisiert. Im unteren Teil befindet sich die Lippische Rose als Symbol der Zugehörigkeit zur Stadt Lippstadt.